# خانه روفی ژورژیان
خانه روفی ژورژیان مربوط به اواخر دوره قاجار است و در شهرستان اصفهان، بخش مرکزی، شهر اصفهان، خیابان حکیم نظامی، کوچه سنگتراشها، جنب بن‌بست ماه، پلاک ۴۷ واقع شده و این اثر در تاریخ ۱۵ دی ۱۳۸۷ با شمارهٔ ثبت ۲۴۰۰۹ به‌عنوان یکی از آثار ملی ایران به ثبت رسیده است.